# Hofanlage Dalsper 10
Die Hofanlage Dalsper 10 im niedersächsischen Elsfleth-Dalsper im Landkreis Wesermarsch stammt aus dem 18. und 19. Jahrhundert.

Aktuell (2023) wird sie als Wohnhaus und wohl landwirtschaftlich genutzt.
Die Gebäude stehen unter Denkmalschutz (siehe auch Liste der Baudenkmale in Dalsper).

## Beschreibung und Geschichte
Die Marschhufensiedlung Moorriem mit der mittigen Bauerschaft Dalsper erstreckt sich über etwa 16 Kilometer, wurde nach 1062 gegründet und erhielt im 14. Jahrhundert die heutige Struktur mit den schmalen, oft extrem langgestreckten Parzellen. Im Abstand von ca. 50 bis 100 Metern liegen zahlreiche Hofstellen auf Wurten.
Diese Hofanlage auf einer Wurt besteht aus
- dem eingeschossigen giebelständigen Wohn- und Wirtschaftsgebäude von 1836 (Inschrift) als Zweiständer-Hallenhaus in Backstein mit reetgedecktem Krüppelwalmdach, Niedersachsengiebeln mit Uhlenloch und der Grooten Door,[2]
- der giebelständigen rechten Scheune aus der ersten Hälfte des 19. Jhs. in Ankerbalkenkonstruktion und Fachwerk mit Steinausfachungen, teils verbohlt und teils in Backstein ersetzt, sowie mit Walmdach, Niedersachsengiebeln und Querdurchfahrt, an beiden Schmalseiten jüngere Anbauten,[3]
- dem traufständigen kleinen Backhaus aus dem späten 19. Jh. oder von um 1900, in Backstein und mit Satteldach,[4]
- der Allee aus alten markanten Rotbuchen entlang der dammartig erhöhten asphaltierten Hofzufahrt
- sowie weiteren nicht denkmalgeschützten Nebenanlagen.

Das Landesdenkmalamt befand: „… geschichtliche und städtebaulichen Bedeutung … die aneinandergereihten Höfe Dalsper 4–16. In ortstypischer Weise zeigen die Wirtschaftsgiebel der fünf parallel stehenden Hallenhäuser nach Osten und zum Marschland … beispielhaft die Siedlungsstruktur und -geschichte von Moorriem. …“